# Orion (Финляндия)
Orion Corporation — компания по разработке, производству и маркетингу лекарственных средств и диагностических тестов. Штаб-квартира компании находится в городе Эспоо, также имеется крупное подразделение исследований и разработок в городе Турку.
Акции Orion Corporation имеют листинг на фондовой бирже Хельсинки.

## Продукция
| - Лекарства против диабета - Glimepirid Orion (глимепирид) - Metforem (метформин) - Origlucon (глибенкламид) - Лекарства, регулирующие кислотность желудочного сока - Ranimex (ранитидин) - Zolt (лансопразол) - Гигиена полости рта - Daktarin (миконазол) - Elmex (олафлур) - Лекарства против морской болезни - Vertipam (циклизин, диазепам и никотиновая кислота) - Витамины - Cohemin (цианокобаламин) - Neuramin (тиамин) - Антикоагулянты - Marevan (варфарин) - Сердечно-сосудистые препараты - Digoxin (дигоксин) - Disomet (дизопирамид) - Dopmin (допамин) - Kiniduron (хинидин) - Lidocard (лидокаин) - Nitro (нитроглицерин) - Nitrosid (изосорбида динитрат) - Ormox (изосорбида мононитрат) - Simdax (левосимендан) - Препараты от высокого кровяного давления - Amlodipin Orion (амлодипин) - Carvedilol Orion Pharma (карведилол) - Dilzem (дилтиазем) - Escor (нилвадипин) - Espesil (ацебутолол) - Lisipril (лизиноприл) - Lopril (каптоприл) - Nifangin (нифедипин) - Orloc (бисопролол) - Pinloc (пиндолол) - Pratsiol (празозин) - Propral (пропранолол) - Selopral (метопролол) - Verpamil (верапамил) - Lisipril Comp (лизиноприл и гидрохлоротиазид) - Orloc Comp (бисопролол и гидрохлоротиазид) - Диуретики - Diurex (гидрохлоротиазид и амилорид) - Furesis (фуросемид) - Furesis Comp (фуросемид и триамтерен) - Hydrex (гидрохлоротиазид) - Indapamide Orion (индапамид) - Spiresis (спиронолактон) - Uretren Comp (трихлорметиазид и триамтерен) - Гиполипидемические препараты - Atorvastatin Orion (аторвастатин) - Lovacol (ловастатин) - Pravastatin Orion (правастатин) - Simvastatin Orion (симвастатин) |